# Eremoblatta hirsuta
Eremoblatta hirsuta är en kackerlacksart som beskrevs av Morgan Hebard 1917. Eremoblatta hirsuta ingår i släktet Eremoblatta och familjen Polyphagidae. Inga underarter finns listade i Catalogue of Life.